# Yōhei Ōtake
Yōhei Ōtake (jap. 大竹 洋平 Ōtake Yōhei; ur. 2 maja 1989) – japoński piłkarz występujący na pozycji pomocnika. Obecnie występuje w Fagiano Okayama.

## Kariera klubowa
Od 2008 roku występował w klubach FC Tokyo, Cerezo Osaka, Shonan Bellmare i Fagiano Okayama.